# Lhok Asan
Lhok Asan is een bestuurslaag in het regentschap Aceh Utara van de provincie Atjeh, Indonesië. Lhok Asan telt 157 inwoners (volkstelling 2010).